# Онеге
Онеге́ (каз. Өнеге) — село у складі Жанібецького району Західноказахстанської області Казахстану. Входить до складу Куйгенкольського сільського округу.
У радянські часи село називалось Унеге.
Населення — 147 осіб (2021; 272 у 2009, 399 у 1999, 366 у 1989).